# Svinjak (gora)
Svinjak (izvirno ime verjetneje Svitnják) (1653 mnm) je gora v Julijskih Alpah, ki se nahaja severno od mesta Bovec nad dolino reke Soče, vzhodno od Bovške kotline. Z vrha je lep razgled na gore nad Sočo in Koritnico. 